# Werd AG

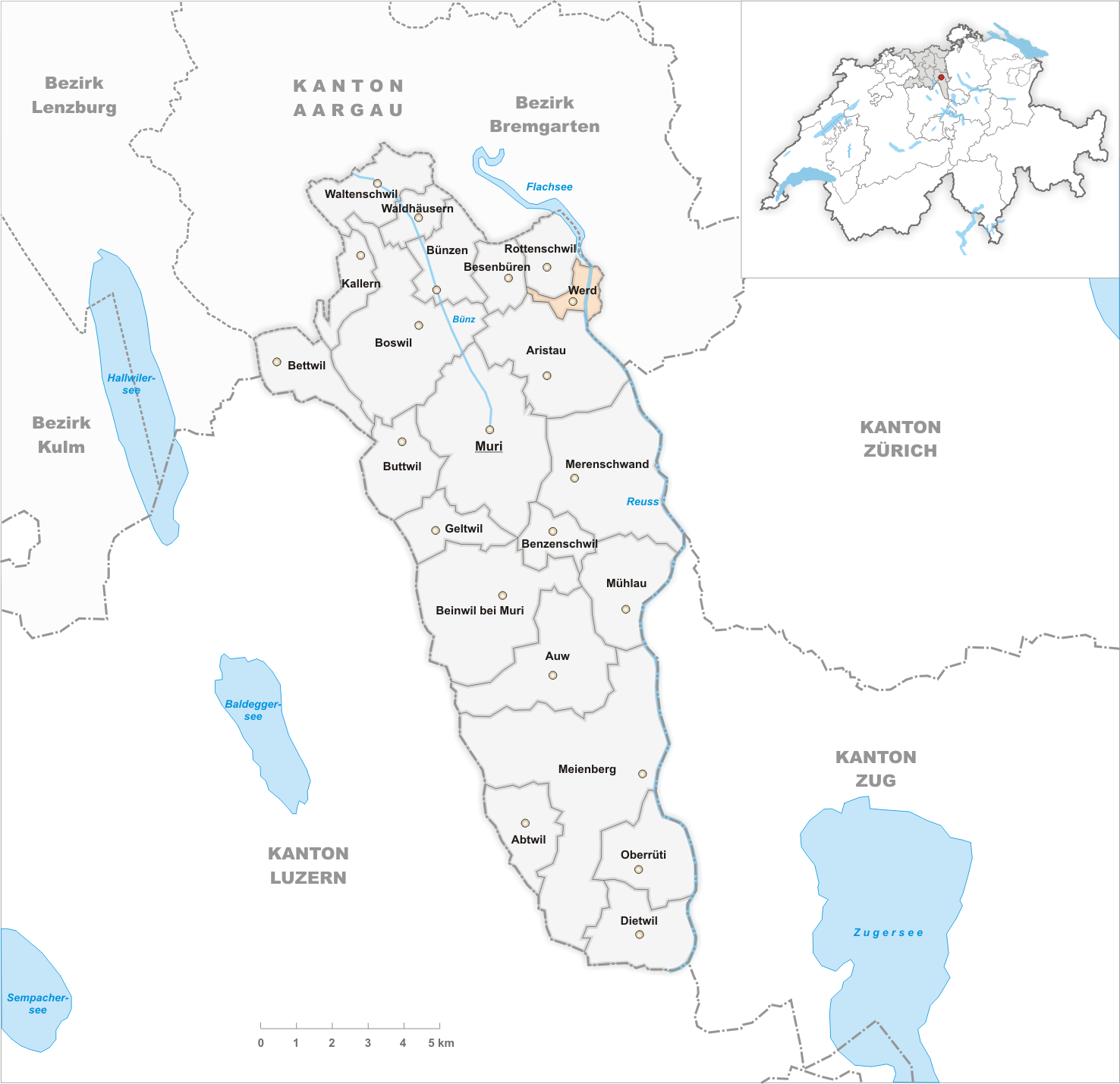
Gemeindestand vor der Fusion am 1. Januar 1899

Werd ist eine Ortschaft der Gemeinde Rottenschwil des Bezirks Muri des Kantons Aargau in der Schweiz. Am 1. Januar 1899 wurde die ehemalige Gemeinde zur Gemeinde Rottenschwil fusioniert.